# Carole Lombard

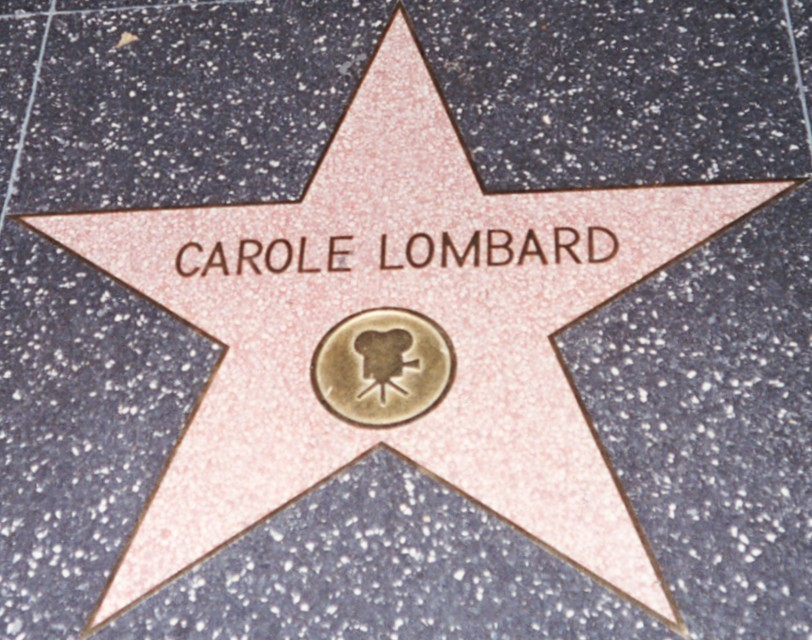
De ster van Carole Lombard op de Hollywood Walk of Fame

Carole Lombard, geboren als Jane Alice Peters (Fort Wayne (Indiana), 6 oktober 1908 - Table Rock Mountain (Nevada), 16 januari 1942) was een Amerikaans actrice. 
Carole Lombard was de dochter van Frederick Peters en Elizabeth Knight. Toen ze twaalf was, werd ze ontdekt door Allan Dwan, terwijl ze honkbal speelde op straat. In 1921 debuteerde ze in een film en in 1924 volgde een tweede. In 1925 kreeg zij een contract bij 20th Century Fox en in 1930 bij Paramount Pictures. Ze begon pas beroemd te worden toen de geluidsfilms in zwang raakten.
In 1930 ontmoette ze William Powell, met wie ze trouwde op 26 juni 1931. Ze scheidden al in 1933, maar bleven vrienden. In 1936 kreeg ze een nominatie voor de Academy Award voor Beste Actrice voor haar rol in My Man Godfrey. Rond deze tijd kreeg ze een affaire met Clark Gable. Op 7 maart 1939 scheidde Gable van zijn toenmalige vrouw. Drie weken later, op 29 maart, trouwde hij met Lombard.
Toen de Tweede Wereldoorlog uitbrak, keerde Lombard terug naar Indiana om een fondsenwervingscampagne op te zetten voor de oorlogsfinanciering. Dankzij Lombard werd er meer dan 2 miljoen dollar aan oorlogsobligaties uitgezet. Op 16 januari 1942 ging ze met het vliegtuig naar Californië. Het vliegtuig stortte echter neer en alle 23 passagiers stierven, onder wie Lombard en haar moeder. Lombard werd 33 jaar oud. President Franklin D. Roosevelt eerde haar postuum met de Medal of Freedom, als eerste vrouw die het leven liet tijdens haar inzet voor de oorlog.

## Filmografie
| - A Perfect Crime (1921) - Gold Heels (1924) - Dick Turpin (1925) - Marriage in Transit (1925) - Gold and the Girl (1925) - Hearts and Spurs (1925) - Durand of the Bad Lands (1925) - The Plastic Age (1925) - The Road to Glory (1926) - The Johnstown Flood (1926) - The Fighting Eagle (1927) - My Best Girl (1927) - The Divine Sinner (1928) - Power (1928) - Me, Gangster (1928) - Show Folks (1928) - Ned McCobb's Daughter (1928) - High Voltage (1929) - Big News (1929) - The Racketeer (1929) - Dynamite (1929) - The Arizona Kid (1930) - Safety in Numbers (1930) - Fast and Loose (1930) - It Pays to Advertise (1931) - Man of the World (1931) - Ladies' Man (1931) - Up Pops the Devil (1931) - I Take This Woman (1931) - No One Man (1932) | - Sinners in the Sun (1932) - Virtue (1932) - No More Orchids (1932) - No Man of Her Own (1932) - From Hell to Heaven (1933) - Supernatural (1933) - The Eagle and the Hawk (1933) - Brief Moment (1933) - White Woman (1933) - Bolero (1934) - We're Not Dressing (1934) - Twentieth Century (1934) - Now and Forever (1934) - Lady by Choice (1934) - The Gay Bride (1935) - Rumba (1935) - Hands Across the Table (1935) - Love Before Breakfast (1936) - The Princess Comes Across (1936) - My Man Godfrey (1936) - Swing High, Swing Low (1937) - Nothing Sacred (1937) - True Confession (1937) - Fools for Scandal (1938) - Made for Each Other (1939) - In Name Only (1939) - Vigil in the Night (1940) - They Knew What They Wanted (1940) - Mr. & Mrs. Smith (1941) - To Be or Not to Be (1942) |

- Bibsys: 90854348
- Biblioteca Nacional de España: XX1289713
- Bibliothèque nationale de France: cb13896764f (data)
- CiNii: DA16879549
- Gemeinsame Normdatei: 118854852
- International Standard Name Identifier: 0000 0000 6301 9594
- Library of Congress Control Number: n50039478
- Nationale Bibliotheek van Letland: 000350324
- National Archives and Records Administration: 10582765
- Nationale Bibliotheek van Tsjechië: xx0182506
- Nationale bibliotheek van Australië: 35517846
- Nationale Bibliotheek van Israël: 987007434152205171
- Nederlandse Thesaurus van Auteursnamen: 126794464
- SNAC: w61g0tmz
- Système universitaire de documentation: 030330874
- Trove: 981832
- Virtual International Authority File: 34643748
- WorldCat: E39PBJtrXctvF64cBtkkHCcpT3